# O Homem das Multidões
O Homem das Multidões é um filme brasileiro de drama, dirigido por Marcelo Gomes e lançado em 2013. O roteiro é baseado no conto The Man of the Crowd, de Edgar Allan Poe. Foi inteiramente gravado em Belo Horizonte, com orçamento de R$ 1,8 milhões. O filme foi exigido na sessão Panorama do 64.º Festival Internacional de Cinema de Berlim.

## Elenco
- Paulo André ... Juvenal
- Sílvia Lourenço ... Margo
- Jean-Claude Bernardet